# 電車&バスで行く!すごろくの旅
電車&バスで行く!すごろくの旅（でんしゃ&ばすでいく!すごろくのたび）は、テレビ東京の土曜スペシャルで放送を開始したレギュラー特番企画（以下、『すごろくの旅』と略す）である。本稿では、当企画とほぼ同様のルールで行われている『高速SA&PAルーレット旅』（こうそくサービスエリアアンドパーキングエリアルーレットたび）についても記載する（以下、『SA&PAルーレット旅』と略す）。
なお、第13回・第14回はよゐこの冠企画『よゐこのすごろく旅』となり、冠企画第2弾の第14回から水バラ枠に異動した。

## 概要

### 共通
2チームに分かれ、鉄道路線・バス路線（『すごろくの旅』）または高速道路のSA・PA（『SA&PAルーレット旅』）を組み合わせて作られたコースをどちらが先にゴールするか競う。なお、出演者は両チームともにお揃いの「I love ○○」（loveは正確にはハートマークのデザイン）と書かれたTシャツを着用する（冬場など寒い時期は、同様のデザインのパーカーなどになることもある）。『すごろくの旅』では、○○には今回の目的地が入っており、『SA&PAルーレット旅』では○○にSAの文字とSAのシンボルマークであるテーブルナイフ・フォークおよびPAのシンボルマークであるティーカップが入っている。
基本ルールとしては、出た目の数だけ先の駅・バス停・SA等に進む。移動先の駅・バス停・SAなどに到着すると指令カードがあるので、その指令をクリアすると先に進める。指令には、
- 1つまたは2つ以上離れた駅・バス停・SA・PA（この段落内、以下「駅等」）まで進む、または戻る、
- 駅等近くにあるグルメを堪能する（ただし、徒歩で長時間かかることもあり、大幅なタイムロスになることもある。また、かき氷の完食、当たりが出るまで延々食べ続けるなど、量などの面で苦労するものもある）
- 駅等近くにある観光名所を訪ねる（こちらも、徒歩で長時間かかることもあり、大幅なタイムロスになることもある）
- 駅等近くにあるレジャー施設などで、何かを成功させる
- 再びサイコロまたはルーレットで出た目の分待機させられる（例：4の目が出たら、その場で40分待機させられる）

がある。

### すごろく旅

#### 電車&バスで行く!すごろくの旅
第9回までと第12回は、男性チーム（内1名はレッド吉田（TIM）で固定）と女性チームの対抗戦。通算成績は男性チームが7勝（第2-5・7-9回）、女性チームが3勝（第1・6・12回）。
第10回.11回は、具志堅用高・レッド吉田を含む3人のチームと、ゲスト3人によるチームの対抗戦。通算成績は具志堅チームが未勝利、ゲストチームが2勝（第10.11回）。
負けたチームは勝ったチームが使ったお金を全額負担するという罰ゲームがある（負担されたお金は勝ったチームが受け取る）。
『すごろくの旅』では、チームの誰かがサイコロを振って出た目の数だけ先の駅・バス停等に進む。移動先の駅・バス停などに到着するとA・Bの2枚のカードが置いてあるので、どちらかをめくる方式になっており、この部分で運試しの要素がある。ただし、指令の対象になっているお店が閉まっている・遊覧船などが悪天候などにより当日の運行を打ち切った場合、進もうとしたが最終電車及び最終バスの発車など、その日のうちに指令がクリアできない場合は翌日に持ち越しとなり、当日はここで旅自体が打ち切りとなる。

#### よゐこのすごろく旅
基本的なルールは「電車&バスで行く!すごろくの旅」を踏襲。通算成績は濱口チームが2勝で、有野チームは未勝利。

#### THEすごろく旅
先にゴールしたほうが勝利であったこれまでの「すごろく旅」とは、ルールが大きく異なっている。
1. マス目にあるチェックポイントごとに複数の「ミッション」が用意されており、駅から遠ければ遠いほど高いポイントを獲得することができる。
例：駅前にあるような店舗だと1ポイント、駅から相当離れていれば30ポイントなど。
2. マス目の中には「戻れマス」があり、その際にはサイコロを振って出た目の数だけマスを戻らなくてはならない。
3. 既定の日数内でゴールできなかった場合（最終日の終電・最終バスに間に合わない等）は、ポイントに関係なく失格となる。
実際、第1弾で原田チームがこのルールにより失格となった。
4. 最終的に、ポイントの合計が多かったチームの勝利となる。
先にゴールしたチームにはボーナスポイントが与えられる。そのため、ゴールを急ぐためにミッションをパスして次の電車やバスまでそのまま待つことも可能である。

#### すごろく旅NEO
企画第1弾でのルールは以下の通り。「THEすごろく旅」と異なり、先にゴールしたほうが勝利という形に原点回帰したものの、一部ルールは「THEすごろく旅」のものを踏襲している。
1. マス目となる駅やバス停には2種類のカードが置かれ、それぞれに異なった「ミッション」などが書かれている。
  - 旅にまつわる様々なジャンル名を表示（旅の後半からはジャンルを隠して「A」「B」と表示）したカードには「ミッション」が書かれており、その内容に応じて地元の人から情報を得てその内容をクリアすると次に進むサイコロを振ることができる。
  - 「？」と書かれたカードには特別な指示があり、そのままサイコロを振って偶数なら1マス進めるが奇数なら１マス戻る「サイコロタイム」もある。
  - マス目と「ミッション」会場との往復は徒歩のみ。
2. マス目の中には「戻れマス」があり、その際にはサイコロを振って出た目の数だけマスを戻らなくてはならない。戻った先のマス目では「ミッション」は行わない。
3. 初日は17時で旅は終了し、2日目は9時に同じ場所から旅を再開する。
4. 先にゴールへ到着したチームの勝利となる。ただし、両チームが既定の日数内でゴールできなかった場合（最終日の終電・最終バスに間に合わない等）は、ゴールにより近いマスにいたチームが勝利となり、仮に両チームが同じマスで終わった場合は引き分けとなる。またこの場合、最後にいたマスでのミッションは行わず、「戻れマス」も適用されない。
  - 実際に第1弾では、両チームが既定の日数内でゴールできず、ゴールの1つ手前のマスで終わったチームたかみなが、2つ手前のマスで終わったチームダレノガレよりもゴールに近いため勝利した。なお、チームダレノガレが最終的に終わったマスは本来「戻れマス」であったが、ここでは適用されなかった（仮に適用されていれば、更に大差負けという状態であった）。

#### 安村やす子のローカル線 金のサイコロ銀のサイコロすごろく旅
企画第1弾でのルールは以下の通り。チーム対抗企画ではなく、出演者がルールにのっとってゴールを目指す旅企画になっている。
1. 2種類のサイコロ（金と銀）を使い分けながら振って制限時間までにゴールを目指す。
  - 1回に使用できるサイコロは1種類のみ選べる。ただし、スタートのみ自分たちでは選べない（袋の中に2種類のサイコロが入っているので、色が見えない状態でどちらかを選ぶ）。
  - 銀のサイコロの目は「1,2,3」、金のサイコロの目は「4,5,6」と進める数が異なる。乗車できるのは各駅停車に限られる[注 2]。
2. 駅ごとにサイコロの種類で異なるミッションが設定されており、クリアしなければ次に進めない。
  - 次に金のサイコロを使用したい場合は、地元の人の自宅にお邪魔して行うなど難易度が高い「金のミッション」が発動する。
  - 次に銀のサイコロを使用したい場合は、予め決められた場所に赴いて行うなど難易度が低い「銀のミッション」が発動する。ただし、その場所までの地図は用意されないので、具体的な場所は地元の人などに聞き込みしなくてはならない。

### ルーレット旅

#### 高速SA&PAルーレット旅
2チームによる対抗戦で、2回目以降は前回勝利チームに新たなチームが挑む形式になっている。こちらは勝ったチームに商品がつく形で、負けたチームへの罰ゲームはない。
『SA&PAルーレット旅』では、人生ゲームのようなルーレットを、SA・PAのお客さんまたは従業員に頼んで廻してもらい、出た目の数だけ先のSA・PAに進む。チームのメンバーが自ら廻すことはできない。こちらは、各SA・PAの指令は原則1種類のみである（場所によっては指令自体が2つあったり、A・Bから選ぶなどアレンジがある）。第3回からはチェックポイントがいくつか設定され、そこには必ず立ち寄る（例：仮にチェックポイントまで2マスだった場合、ルーレットで3以上を出しても結局チェックポイント止まりになる）。ルーレットを廻すことができる時間が9:00 - 18:00に限られているため、その日のうちにルーレットを廻すことができない、その日のうちに指令がクリアできない場合は翌日に持ち越しとなり、当日はここで旅自体が打ち切りとなる。

#### 電車＆バスで回るルーレット旅
2チームによる対抗戦。ルーレットを回し、出た目の数だけ駅やバス停を進む。

#### ハイウェイSA＆PA対決旅
同じ高速道路を舞台にした「高速SA&PAルーレット旅」のルールを大幅に変えた企画。
2チームによる対抗戦。ルーレットを回して出た目の数（1から3までは3マスずつ、4は1マスのみ）だけSAとPAを訪れミッションに挑戦する。
ゴールに先着したチームの勝利。ゴールにはクロッシュをかぶせた皿が置かれており、先着チームが開けると中にはお土産が入っている。
SA・PAごとにミッションが2パターン用意されており、同じSA・PAでもチームによって挑戦するミッションは異なる。ミッションには、そのSA・PA内で挑戦できるものと下道に降りて近隣の施設などで挑戦するものとがある。なお、ミッションをクリアできないと次のSA・PAには進めない。
（第1弾）
県境を越えた際など高速を移動中に出題される「車窓ボーナスチャレンジ」をクリアすると、何かしらの特典（相手チームを1マスだけしか進めなくするなど）が与えられた。
（第2弾）
ミッションに難易度（初級・中級・上級・特級）を設定し、ミッションの内容を書いたカードに表記された。

## 放送リスト

### すごろくの旅

#### 電車&バスで行く!すごろくの旅
| 回 | 放送日         | 番組タイトル                                          | 起点                     | 終点                 | 出演 | 勝利チーム |
| -- | -------------- | ----------------------------------------------------- | ------------------------ | -------------------- | --- | ---------- |
| 1  | 2012年11月10日 | 電車&バスで行く!伊豆縦断すごろくの旅                  | 熱海駅                   | 石廊崎               | 男性チーム：レッド吉田、武田修宏 女性チーム：杉田かおる、中島史恵                                            | 女性チーム |
| 2  | 2013年03月16日 | バス電車で行く 湘南鎌倉すごろくの旅2                  | 大船駅                   | 江ノ島               | 男性チーム：レッド吉田、西村和彦 女性チーム：松本明子、佐藤かよ                                              | 男性チーム |
| 3  | 2013年06月29日 | 登山電車・バスで行く!箱根ぐるり一周すごろくの旅3      | 小田原駅                 | 箱根神社             | 男性チーム：レッド吉田、具志堅用高 女性チーム：はしのえみ、甲斐まり恵                                        | 男性チーム |
| 4  | 2014年01月11日 | 電車・バスで行く!富士山すごろくの旅4                  | 大月駅                   | 旭日丘バスターミナル | 男性チーム：レッド吉田、具志堅用高 女性チーム：熊谷真実、川上麻衣子                                          | 男性チーム |
| 5  | 2014年07月05日 | 高原列車＆バスで行く！夏の八ヶ岳・軽井沢すごろくの旅5 | 小淵沢駅                 | 北軽井沢             | 男性チーム：レッド吉田、錦野旦 女性チーム：熊谷真実、NANA（MAX）                                             | 男性チーム |
| 6  | 2014年11月01日 | 電車＆バスで行く！秋の日光すごろくの旅6               | とうきょうスカイツリー駅 | 日光湯元温泉         | 男性チーム：レッド吉田、ボビー・オロゴン 女性チーム：松本明子、さとう珠緒                                    | 女性チーム |
| 7  | 2015年04月11日 | 電車・バスで行く！春の三浦半島すごろくの旅7           | 横浜駅                   | 葉山マリーナ         | 男性チーム：レッド吉田、具志堅用高 女性チーム：保田圭、矢口真里（両名とも元モーニング娘。）                  | 男性チーム |
| 8  | 2015年10月31日 | 赤城山麓&わたらせ渓谷 秋の群馬 すごろくの旅8          | 西桐生駅                 | 通洞駅               | 男性チーム：レッド吉田、具志堅用高 女性チーム：石川梨華、保田圭（両名とも元モーニング娘。）                  | 男性チーム |
| 9  | 2016年03月26日 | 電車＆バスで行く！春の伊豆半島すごろくの旅9           | 三島駅                   | 雲見温泉             | 男性チーム：レッド吉田、具志堅用高 女性チーム：熊谷真実、NANA（MAX）                                         | 男性チーム |
| 10 | 2016年10月29日 | 路線バスで行く！秋の日光すごろくの旅                  | 東武日光駅               | 日光湯元温泉         | 具志堅チーム：具志堅用高、レッド吉田、中村静香 江口チーム：江口ともみ、おのののか、あばれる君                | 江口チーム |
| 11 | 2017年02月11日 | 電車＆バスで行く！早春の伊豆半島すごろくの旅          | 熱海駅                   | 堂ヶ島               | 具志堅チーム：具志堅用高、レッド吉田、久松郁実 藤田チーム：藤田朋子、華子、ユージ                            | 藤田チーム |
| 12 | 2017年05月20日 | 今が旬!茨城〜銚子 穴場をめぐる すごろくの旅           | 水戸駅                   | 外川駅               | 竹内チーム：竹内力、レッド吉田、鈴木奈々 女性チーム：高橋ひとみ、野呂佳代 すごろく大王：武井壮、もえのあずき | 女性チーム |

#### よゐこのすごろく旅
| 回 | 放送日        | 番組タイトル                                                                   | 起点         | 終点                 | 出演 | 勝利チーム |
| -- | ------------- | ------------------------------------------------------------------------------ | ------------ | -------------------- | --- | ---------- |
| 13 | 2019年3月2日  | 電車＆バスで行く!春の伊豆半島 よゐこのすごろく旅 めざせ石廊崎!春の伊豆半島縦断 | 熱海駅       | 石廊崎               | 濱口チーム：濱口優（よゐこ）、原田龍二、朝日奈央、千秋 有野チーム：有野晋哉（よゐこ）、かたせ梨乃、風間トオル               | 濱口チーム |
| 14 | 2020年4月22日 | 水バラ 電車・バス・モノレールで行く！よゐこのすごろく旅 春の湘南鎌倉           | 片瀬江ノ島駅 | 江の島シーキャンドル | 濱口チーム：濱口優（よゐこ）、ウド鈴木（キャイ〜ン）、朝日奈央 有野チーム：有野晋哉（よゐこ）、山西惇、光浦靖子（オアシズ） | 濱口チーム |

#### THEすごろく旅
| 回 | 放送日         | 番組タイトル                                                        | 起点         | 終点     | 出演 | 勝利チーム |
| -- | -------------- | ------------------------------------------------------------------- | ------------ | -------- | --- | ---------- |
| 15 | 2020年10月14日 | 水バラ THEすごろく旅 名所名物探し いざ秋の日光へ 宇都宮～栃木～日光 | 東武宇都宮駅 | 中禅寺湖 | 原田チーム：原田龍二、鈴木奈々、木本武宏（TKO） 丸山チーム：丸山桂里奈、じゅんいちダビッドソン、今野浩喜 | 丸山チーム |

#### すごろく旅NEO
| 回 | 放送日       | 番組タイトル                                                         | 起点   | 終点           | マス数 | 出演 | 勝利チーム     |
| -- | ------------ | -------------------------------------------------------------------- | ------ | -------------- | ------ | --- | -------------- |
| 16 | 2023年8月9日 | 水バラ 夏の富士五湖をめぐる！すごろく旅NEO バス&鉄道で大月〜河口湖へ | 大月駅 | 河口湖大石公園 | 33     | チームたかみな：高橋みなみ、クロちゃん（安田大サーカス）、JOY チームダレノガレ：ダレノガレ明美、藤本敏史（FUJIWARA）、西野未姫 | チームたかみな |

#### 安村やす子のローカル線 金のサイコロ銀のサイコロすごろく旅
| 回 | 放送日       | 番組タイトル                                                             | 経路                   | マス数 | 出演                       | 結果 |
| -- | ------------ | ------------------------------------------------------------------------ | ---------------------- | ------ | -------------------------- | ---- |
| 17 | 2025年3月8日 | 土曜スペシャル 安村やす子のローカル線 金のサイコロ銀のサイコロすごろく旅 | 東武野田線 柏駅⇒大宮駅 | 24     | とにかく明るい安村、やす子 | 成功 |

### ルーレット旅

#### 高速SA&PAルーレット旅
| 回 | 放送日         | タイトル                                               | 結果                                                                  | 結果                                                                  |
| 回 | 放送日         | タイトル                                               | 勝ち抜けチーム                                                        | 敗退チーム                                                            |
| -- | -------------- | ------------------------------------------------------ | --------------------------------------------------------------------- | --------------------------------------------------------------------- |
| 1  | 2013年09月21日 | 東京〜金沢550キロ!高速SA&PAルーレット旅                | 【ワッキーチーム】ワッキー（ペナルティ）、松本明子、梅田彩佳（AKB48） | 【ヒデチーム】ヒデ（ペナルティ〉、橋本志穂、宮前真樹                  |
| 2  | 2014年07月19日 | 1都8県ぐるーり一周900km 高速SA&PAルーレット旅2         | 【はなわチーム】はなわ、秋本奈緒美、丸高愛実                          | 【ワッキーチーム】ワッキー（ペナルティ）、松本明子、梅田彩佳（NMB48） |
| 3  | 2015年03月14日 | 激走!750km 圏央道〜中央道〜東名 高速SA&PAルーレット旅3 | 【はなわチーム】はなわ、秋本奈緒美、丸高愛実                          | 【ボビーチーム】ボビー・オロゴン、藤田朋子、川村ゆきえ                |

#### 電車＆バスで回るルーレット旅
| 回 | 放送日         | タイトル                                              | 区間 | マス数 | 出演                                                                      | 結果 |
| -- | -------------- | ----------------------------------------------------- | --- | ------ | ------------------------------------------------------------------------- | ---- |
| 1  | 2020年 8月19日 | 水バラ 行くぞ夏の富士山！電車＆バスで回るルーレット旅 | 【大月駅】 - （富士急行大月線） - 【河口湖駅】 - （河口湖周遊レトロバス） - 【大木】 - （富士急バス河口湖線） - 【山中湖旭日丘】 | 31     | 【東MAXチーム】 東貴博（Take2）、熊切あさ美、浜谷健司（ハマカーン)        | 敗   |
| 1  | 2020年 8月19日 | 水バラ 行くぞ夏の富士山！電車＆バスで回るルーレット旅 | 【大月駅】 - （富士急行大月線） - 【河口湖駅】 - （河口湖周遊レトロバス） - 【大木】 - （富士急バス河口湖線） - 【山中湖旭日丘】 | 31     | 【塚地チーム】 塚地武雅（ドランクドラゴン）、西野未姫、金田哲（はんにゃ） | 勝   |

#### ハイウェイSA&PA対決旅
| 回 | 放送日         | タイトル                                                              | 区間                                                                                               | マス数 | 出演（☆：1日目ゲスト、★：2日目ゲスト）                                                                                   | 結果 |
| -- | -------------- | --------------------------------------------------------------------- | -------------------------------------------------------------------------------------------------- | ------ | --- | ---- |
| 1  | 2022年 9月28日 | 水バラ ハイウェイSA&PA対決旅 IN中央道 東京からめざせ名古屋城360kmの旅 | 味の素スタジアム - 中央自動車道 - 名古屋城                                                         | 20     | 【ベテランズ】 レッド吉田、花田虎上、☆加藤紀子、★もえのあずき                                                            | 勝   |
| 1  | 2022年 9月28日 | 水バラ ハイウェイSA&PA対決旅 IN中央道 東京からめざせ名古屋城360kmの旅 | 味の素スタジアム - 中央自動車道 - 名古屋城                                                         | 20     | 【ルーキーズ】 横尾渉（Kis-My-Ft2）、二階堂高嗣（Kis-My-Ft2）、☆深澤辰哉（Snow Man)、★佐久間大介（Snow Man)              | 敗   |
| 2  | 2023年 9月6日  | 水バラ ハイウェイSA&PA対決旅 横浜から行くぞ国宝犬山城340km!           | 青葉区 (横浜市)谷本公園 - 東名高速道路 - 犬山城                                                    | 23     | 【ガチ旅ベテランチーム】 中川翔子、松嶋尚美、☆東貴博（Take2）、★中澤佑二                                                 | 敗   |
| 2  | 2023年 9月6日  | 水バラ ハイウェイSA&PA対決旅 横浜から行くぞ国宝犬山城340km!           | 青葉区 (横浜市)谷本公園 - 東名高速道路 - 犬山城                                                    | 23     | 【Snow Manチーム】 深澤辰哉（Snow Man）、佐久間大介（Snow Man）、☆猪狩蒼弥（HiHi Jets）、★宮近海斗（Travis Japan）       | 勝   |
| 3  | 2024年 2月14日 | 水バラ ハイウェイSA&PAルーレット対決旅 1都4県!関東ぐるっと280km大激走 | 練馬区役所 - 関越自動車道 - （高崎JCT） - 北関東自動車道 - （友部JCT） - 常磐自動車道 - 西新井大師 | 15     | 【的場チーム】 的場浩司、速水もこみち、水谷隼                                                                            | 敗   |
| 3  | 2024年 2月14日 | 水バラ ハイウェイSA&PAルーレット対決旅 1都4県!関東ぐるっと280km大激走 | 練馬区役所 - 関越自動車道 - （高崎JCT） - 北関東自動車道 - （友部JCT） - 常磐自動車道 - 西新井大師 | 15     | 【Snow Manチーム】 深澤辰哉（Snow Man）、佐久間大介（Snow Man）、☆藤森慎吾（オリエンタルラジオ）、★猪狩蒼弥（HiHi Jets） | 勝   |

## スタッフ

### 『すごろくの旅』第3回現在（2013年6月29日放送分）
- ナレーション：真地勇志（第2回 -）
- 構成：工藤ひろこ、坂田康子
- 撮影：堂本昌宏、吉田誠
- 音声：高橋慎吾、山本佳奈子
- 編集：井上達生、森岡早苗
- MA：和田明賢
- 音効：和気誠司
- 番宣：長江璃奈
- 技術協力：アビス、テクノマックス
- AD：戸川紗里、柴田玲佳
- AP：市川佳子
- 制作協力：グリンタ
- ディレクター：高嶋厚、石川のりひさ
- 演出：田中経一
- プロデューサー：越山進、小出元太
- 製作：テレビ東京、PROTX

### 過去
- ナレーション：平野義和（第1回）、山崎岳彦（第7回）